# فرایند کریتون
فرایند کریتون(به انگلیسی: Creighton process) روشی جهت هیدروژنه کردن یک آلدهید ۶ کربنی است پ. در این فرایند واکنش دهنده ۶٬۵٬۴٬۳٬۲-پنتاهیدروکسی‌پنتانال (یک آلدهید) و محصول ۶٬۵٬۴٬۳٬۲٬۱-هگزان‌هگزول (یک الکل) است. در نتیجه محصول این فرایند دارای دو اتم هیدروژن بیشتر از واکنش دهنده است: -CHO با -CH2OH جایگزین شده‌است.
فرایند کریتون در دهه ۱۹۲۰ ثبت اختراع شد.